# Algoritmo de Horner
En el campo matemático del análisis numérico, el Algoritmo de Horner, llamado así por William George Horner, es un algoritmo para evaluar de forma eficiente funciones polinómicas de una forma monomial.
Dado el polinomio
{\displaystyle p(x)=a_{0}+a_{1}x+a_{2}x^{2}+a_{3}x^{3}+\cdots +a_{n}x^{n},}
donde {\displaystyle a_{0},\ldots ,a_{n}} son números reales,
queremos evaluar el polinomio a un valor específico de {\displaystyle x\,\!}, digamos {\displaystyle x_{0}\,\!}.
Para llevar a cabo el procedimiento, definimos una nueva secuencia de constantes como se muestra a continuación:
|                             |                         |                                        |
| {\displaystyle b_{n}\,\!}   | {\displaystyle :=\,\!}  | {\displaystyle a_{n}\,\!}              |
| {\displaystyle b_{n-1}\,\!} | {\displaystyle :=\,\!}  | {\displaystyle a_{n-1}+b_{n}x_{0}\,\!} |
|                             | {\displaystyle \vdots } |                                        |
| {\displaystyle b_{0}\,\!}   | {\displaystyle :=\,\!}  | {\displaystyle a_{0}+b_{1}x_{0}\,\!}   |
Entonces {\displaystyle b_{0}\,\!} es el valor de {\displaystyle p(x_{0})\,\!}.
Para ver cómo funciona esto, nótese que el polinomio puede escribirse de la forma
{\displaystyle p(x)=a_{0}+x(a_{1}+x(a_{2}+\cdots +x(a_{n-1}+a_{n}x)\cdots ))}
Después, sustituyendo iterativamente la {\displaystyle b_{i}} en la expresión,
|                              |                         |                                                                                         |
| {\displaystyle p(x_{0})\,\!} | {\displaystyle =\,\!}   | {\displaystyle a_{0}+x_{0}(a_{1}+x_{0}(a_{2}+\cdots +x_{0}(a_{n-1}+b_{n}x_{0})\dots ))} |
|                              | {\displaystyle =\,\!}   | {\displaystyle a_{0}+x_{0}(a_{1}+x_{0}(a_{2}+\cdots +x_{0}(b_{n-1})\dots ))}            |
|                              | {\displaystyle \vdots } |                                                                                         |
|                              | {\displaystyle =\,\!}   | {\displaystyle a_{0}+x_{0}(b_{1})\,\!}                                                  |
|                              | {\displaystyle =\,\!}   | {\displaystyle b_{0}\,\!}                                                               |

## Aplicación
El algoritmo de Horner se usa a menudo para convertir entre distintos sistemas numéricos posicionales — en cuyo caso x es la base del sistema numérico, y los coeficientes ai son los dígitos de la representación del número dado en la base x — y puede usarse también si x es una matriz, en cuyo caso la carga computacional se reduce aún más.

## Eficiencia
La evaluación usando la forma monomial del polinomio de grado-n requiere al menos n sumas y (n2+n)/2 multiplicaciones, si las potencias se calculan mediante la repetición de multiplicaciones. El algoritmo de Horner sólo requiere n sumas y n multiplicaciones.
(Minimizar el número de multiplicaciones es lo más deseable porque necesitan mucha carga computacional y son inestables comparadas con la suma).
Se ha demostrado que el algoritmo de Horner es óptimo, de modo que cualquier algoritmo que se use para evaluar un polinomio requerirá como mínimo el mismo número de operaciones. El hecho de que el número de operaciones requeridas es mínimo fue demostrado por Alexander Ostrowski en 1954, y que el número de multiplicaciones es mínimo por Victor Pan en 1966. Cuando x es una matriz, el algoritmo de Horner no es óptimo.

## Historia
Aunque el método toma el nombre de William George Horner, quien lo describió en 1819, el método era ya conocido por Isaac Newton, en 1669, y por el matemático chino Ch'in Chiu-Shao en el siglo XIII.